# Tsjecho-Slowakije op de Olympische Winterspelen 1980
Tijdens de Olympische Winterspelen van 1980, die in Lake Placid (Verenigde Staten) werden gehouden, nam Tsjecho-Slowakije voor de dertiende keer deel.

## Medailleoverzicht
| Sport      | Olympiër      | Discipline | Medaille |
| ---------- | ------------- | ---------- | -------- |
| Langlaufen | Květa Jeriová | 5 km (v)   | Brons    |

## Deelnemers en resultaten

### Alpineskiën
| Olympiër       | Discipline       | Resultaat | Prestatie                       |
| -------------- | ---------------- | --------- | ------------------------------- |
| Bohumír Zeman  | afdaling (m)     | 13e       | 1.48,65 (+3,15)                 |
| Bohumír Zeman  | reuzenslalom (m) | 19e       | 2.45,96 (+5,22) 1.22,25+1.23,71 |
| Bohumír Zeman  | slalom (m)       | 14e       | 1.48,87 (+4,61) 56,56+52,31     |
| Jana Šoltýsová | afdaling (v)     | 10e       | 1.40,71 (+3,19)                 |
| Jana Šoltýsová | reuzenslalom (v) | 21e       | 2.49,65 (+7,99) 1.18,60+1.31,05 |
| Jana Šoltýsová | slalom (v)       | dnf-1     | opgave run 1                    |

### Biatlon
| Olympiër                                               | Discipline             | Resultaat | Prestatie                                                                                            |
| ------------------------------------------------------ | ---------------------- | --------- | --- |
| Zdeněk Hák                                             | 10 km (m)              | 29e       | 36.32,59 (+4.21,90) pen.: 6 (3 / 3)                                                                  |
| Zdeněk Hák                                             | 20 km (m)              | 14e       | 1:13.33,76 (+5.17,45) pen.: 4 (2 / 0 / 1 / 1)                                                        |
| Jaromír Šimůnek                                        | 10 km (m)              | 16e       | 35.15,12 (+3.04,43) pen.: 2 (0 / 2)                                                                  |
| Josef Skalník                                          | 20 km (m)              | 42e       | 1:26.17,13 (+18.00,82) pen.: 15 (1 / 5 / 2 / 7)                                                      |
| Peter Zelinka                                          | 10 km (m)              | 6e        | 33.45,20 (+1.34,51) pen.: 1 (0 / 1)                                                                  |
| Peter Zelinka                                          | 20 km (m)              | 22e       | 1:15.36,40 (+7.20,09) pen.: 6 (1 / 0 / 5 / 0)                                                        |
| Josef Skalník Jaromír Šimůnek Peter Zelinka Zdeněk Hák | 4x7,5 km estafette (m) | 11e       | 1:41.48,62 (+7.45,35) pen.: 4-10 (1-5 / 3-2 / 0-3 / 0-0) (24.31,88 / 29.37,41 / 23.55,70 / 23.43,63) |

### Kunstrijden
| Olympiër                            | Discipline | Resultaat | Prestatie              |
| ----------------------------------- | ---------- | --------- | ---------------------- |
| Liliana Řeháková Stanislav Drastich | ijsdansen  | 4e        | pc. 39,0; 198,0 punten |

### Langlaufen
| Olympiër                                                       | Discipline            | Resultaat | Prestatie                                                         |
| -------------------------------------------------------------- | --------------------- | --------- | ----------------------------------------------------------------- |
| Miloš Bečvář                                                   | 15 km (m)             | 44e       | 46.18,13 (+4.20,50)                                               |
| Miloš Bečvář                                                   | 30 km (m)             | 32e       | 1:34.08,79 (+7.05,99)                                             |
| Jiří Beran                                                     | 15 km (m)             | 24e       | 44.27,78 (+2.30,15)                                               |
| Jiří Beran                                                     | 30 km (m)             | 21e       | 1:31.46,11 (+4.43,31)                                             |
| Jiří Beran                                                     | 50 km (m)             | 23e       | 2:37.51,58 (+10.26,98)                                            |
| František Šimon                                                | 15 km (m)             | 40e       | 45.12,09 (+3.14,46)                                               |
| František Šimon                                                | 30 km (m)             | 36e       | 1:35.32,70 (+8.29,90)                                             |
| František Šimon                                                | 50 km (m)             | 27e       | 2:39.53,03 (+12.28,43)                                            |
| Jiří Švub                                                      | 15 km (m)             | 23e       | 44.20,15 (+2.22,52)                                               |
| Jiří Švub                                                      | 30 km (m)             | 28e       | 1:33.12,73 (+6.09,93)                                             |
| Jiří Švub                                                      | 50 km (m)             | 30e       | 2:40.53,94 (+13.29,34)                                            |
| František Šimon Miloš Bečvář Jiří Švub Jiří Beran              | 4x10 km estafette (m) | 9e        | 2:04.18,66 (+7.15,20) (30.25,96 / 33.38,63 / 30.42,95 / 29.31,12) |
| Květa Jeriová                                                  | 5 km (v)              | Brons     | 15.23,44 (+16,52)                                                 |
| Květa Jeriová                                                  | 10 km (v)             | 9e        | 31.29,55 (+58,01)                                                 |
| Dagmar Palečková                                               | 5 km (v)              | 13e       | 15.48,78 (+41,86)                                                 |
| Dagmar Palečková                                               | 10 km (v)             | 16e       | 32.03,32 (+1.31,78)                                               |
| Blanka Paulů                                                   | 5 km (v)              | 30e       | 16.30,04 (+1.23,12)                                               |
| Blanka Paulů                                                   | 10 km (v)             | 29e       | 33.08,31 (+2.36,77)                                               |
| Gabriela Svobodová                                             | 5 km (v)              | 20e       | 16.01,41 (+54,49)                                                 |
| Gabriela Svobodová                                             | 10 km (v)             | 19e       | 32.23,05 (+1.51,51)                                               |
| Dagmar Palečková Gabriela Svobodová Blanka Paulů Květa Jeriová | 4x5 km estafette (v)  | 4e        | 1:04.31,39 (+2.20,29) (16.38,43 / 15.54,20 / 16.12,23 / 15.46,53) |

### Rodelen
| Olympiër                     | Discipline | Resultaat | Prestatie                                             |
| ---------------------------- | ---------- | --------- | ----------------------------------------------------- |
| Jindřich Zeman               | mannen     | 10e       | 3.00,935 (+6,139) (44,901 / 45,438 / 45,571 / 45,025) |
| Vladimír Resl                | mannen     | dnf-2     | opgave run 2 (44,255 / opgave)                        |
| Mária Jasenčáková            | vrouwen    | 9e        | 2.39,429 (+2,892) (39,698 / 39,862 / 39,906 / 39,963) |
| Jindřich Zeman Vladimír Resl | dubbel     | 8e        | 1.20,142 (+0,811) (40,050 / 40,092)                   |

### Schansspringen
| Olympiër    | Discipline         | Resultaat | Prestatie                                           |
| ----------- | ------------------ | --------- | --------------------------------------------------- |
| Josef Samek | normale schans (m) | 39e       | 190,3 punten 84,7 p. (67,5 m) + 105,6 p. (79,0 m)   |
| Josef Samek | grote schans (m)   | 23e       | 213,5 punten 103,0 p. (97,0 m) + 110,5 p. (102,0 m) |
| Leoš Škoda  | normale schans (m) | 22e       | 219,7 punten 100,7 p. (75,0 m) + 119,0 p. (83,0 m)  |
| Leoš Škoda  | grote schans (m)   | 21e       | 217,2 punten 116,6 p. (106,0 m) + 100,6 p. (96,0 m) |

### IJshockey
| Olympiër | Discipline | Resultaat | Prestatie |
| --- | ---------- | --------- | --- |
| Jiří Králík Karel Lang Jan Neliba Vítězslav Ďuriš Milan Chalupa Arnold Kadlec Miroslav Dvořák František Kaberle Jiří Bubla Milan Nový Jiří Novák Miroslav Fryčer Marián Šťastný Anton Šťastný Vincent Lukáč Karel Holý Jaroslav Pouzar Bohuslav Ebermann Vladimír Martinec Peter Šťastný | mannen     | 5e        | Voorronde groep B: 11- 0 Tsjecho-Slowakije - Noorwegen 3- 7 Tsjecho-Slowakije - Verenigde Staten 7- 2 Tsjecho-Slowakije - Roemenië 11- 3 Tsjecho-Slowakije - Bondsrepubliek Duitsland 2- 4 Tsjecho-Slowakije - Zweden 5e plaats: 6- 1 Tsjecho-Slowakije - Canada |

Andorra · Argentinië · Australië · België · Bolivia · Bondsrepubliek Duitsland · Bulgarije · Canada · China · Costa Rica · Cyprus · Duitse Democratische Republiek · Finland · Frankrijk · Griekenland · Groot-Brittannië · Hongarije · IJsland · Italië · Japan · Joegoslavië · Libanon · Liechtenstein · Mongolië · Nederland · Nieuw-Zeeland · Noorwegen · Oostenrijk · Polen · Roemenië · Sovjet-Unie · Spanje · Tsjecho-Slowakije · Verenigde Staten · Zuid-Korea · Zweden · Zwitserland